# Parcani (Naddniestrze)
Parcani (ros. Парканы, Parkany; ukr. Паркани, Parkany) – wieś w Mołdawii, faktycznie na terenie kontrolowanym przez nieuznawane międzynarodowo Naddniestrze. W 2004 roku liczył ok. 10,5 tys. mieszkańców, w tym ok. 6,6 tys. Bułgarów.

## Położenie
Parcani znajdują się na lewym brzegu Dniestru, naprzeciw twierdzy benderskiej i przeprawy przez rzekę. Miejscowość przecina droga z Bender do Tyraspola, dzieląc wieś na dwie części – Szopy i Gurlancy.

## Historia

### Powstanie i rozwój wsi
Pierwsza wzmianka o Parcani pochodzi z 1768 roku. Wieś powstała jako pomocnicza osada przy twierdzy benderskiej. Na przełomie XVIII i XIX wieku była już całkowicie opuszczona. Ponowny rozwój miejscowości miał miejsce na początku XIX wieku. W pierwszej kolejności w 1804 roku w Parcani powstała kolonia, do której władze rosyjskie sprowadziły 22 rodziny zajmujące się jedwabnictwem, z Besarabii (okręgu kiszyniowskiego). W dokumentach określono ich jako Mołdawian, co jednak najprawdopodobniej miało sugerować miejsce dotychczasowego zamieszkania, a nie przynależność etniczną, gdyż nazwiska osiedleńców wskazują na pochodzenie ukraińskie. Parcani rozwinęły się jednak głównie dzięki napływowi ludności bułgarskiej. Byli to przesiedleńcy z ziem bułgarskich nadal pozostających pod panowaniem tureckim, sprowadzeni przez władze rosyjskie na ziemie między Dniestrem i Prutem przyłączone do Rosji po pokoju bukareszteńskim. W 1824 roku w Parcani żyło 87 rodzin, w tym 14 pochodzenia ukraińskiego. Bułgarzy osiedleni w Parcani prawdopodobnie pochodzili z południowo-wschodniej Bułgarii. Na podstawie analizy języka, jakim posługiwali się mieszkańcy Parcani oraz spotykanych we wsi nazwisk przypuszcza się również, że część osiedleńców mogła przybyć z terenu obecnej Macedonii lub mieć pochodzenie serbskie. Dokładny moment utworzenia kolonii w Parcani nie został jednoznacznie ustalony. XIX-wieczny badacz osadnictwa bułgarskiego w Besarabii Apołłon Skałkowski, na którego pracach opierali się również późniejsi historycy, wskazywał zarówno rok 1804, jak i okres między 1806 a 1811 rokiem. Ukaz cara Aleksandra I o utworzeniu w okolicy Tyraspola kolonii dla uchodźców biegłych w jedwabnictwie pochodzi natomiast w 1808 roku. Razem z Bułgarami do Parcani przybyło również kilka rodzin pochodzenia mołdawskiego.

### Parcani w ZSRR
W okresie międzywojennym Parcani znajdowały się po rosyjskiej, a następnie radzieckiej stronie granicy z Rumunią, przebiegającej na Dniestrze. Należały do Mołdawskiej Autonomicznej Socjalistycznej Republiki Radzieckiej, a następnie, po II wojnie światowej, do Mołdawskiej SRR. W okresie radzieckim w Parcani utworzony został kołchoz im. Lenina. We wsi otwarto także szkołę średnią, bibliotekę, klub z salą kinową, pocztę oraz dom kultury. Zburzono natomiast wiejską cerkiew i zniszczono prawosławny cmentarz.

### Parcani podczas wojny o Naddniestrze i po niej
W 1990 roku, po tym, gdy parlament w Kiszyniowie ogłosił niepodległość Mołdawii, zwolennicy niepodległości Naddniestrza zwołali w Parcani zjazd deputowanych ludowych, który wydał deklarację o społeczno-gospodarczym rozwoju regionu naddniestrzańskiego, ogłosił go wolną strefą ekonomiczną i ogłosił, iż niezależnie od Kiszyniowa winna nim zarządzać Rada Koordynacyjna na czele z Igorem Smirnowem.
W 2015 roku w Parcani powstało prywatne muzeum historii wsi.

## Demografia
Na początku XIX wieku Parcani były przedostatnią pod względem liczby mieszkańców kolonią bułgarską w guberni chersońskiej. W 1811 roku w miejscowości żyły 382 osoby obojga płci. W XIX wieku liczba rodzin ukraińskich we wsi stopniowo spadała, w 1858 roku pozostało ich tylko dziesięć, w końcu stulecia – osiem. W 1916 roku Parcani były trzecią co do wielkości wsią w ujeździe słobodziejskim, mniejszą jedynie od Płoskiego i Słobodziei. Wieś zamieszkiwało w tym roku 2236 mężczyzn i 2815 kobiet. Dalszy wzrostu liczby mieszkańców miał miejsce w XX wieku. W 1939 roku odnotowano 7095 mieszkańców Parcani, w 1974 roku – 11587. Dopiero w ciągu kolejnych piętnastu lat liczba mieszkańców spadła do 10 526 osób w 1989 roku.
Według danych z 2004 roku w Parcani żyły 10 543 osoby, z czego:
- 6648 Bułgarów,
- 1180 Ukraińców,
- 1168 Rosjan,
- 824 Mołdawian,
- 61 Gagauzów,
- 50 Białorusinów,
- 16 Niemców,
- 3 Żydów,
- 93 osoby innej narodowości[12].

Mieszkańcy w codziennych kontaktach posługują się językiem bułgarskim, powszechna jest również znajomość rosyjskiego, a część młodszego pokolenia włada także językami ukraińskim i mołdawskim (rumuńskim).

## Infrastruktura
Przez Parcani przebiega linia trolejbusowa z Tyraspola do Bender oraz linia kolejowa Novosavițcaia – Bendery z przystankiem Parcani.

## Pomniki i miejsca pamięci
W Parcani znajduje się mogiła poległych podczas wojny o Naddniestrze z pomnikiem ich pamięci. Osobnym pomnik poświęcono poległym podczas tego konfliktu saperom. We wsi wzniesiono również pomnik Bohatera Związku Radzieckiego Andrieja Romanienki. Przed domem kultury w Parcani znajdują się pomniki Włodzimierza Lenina oraz Wasiła Lewskiego, odsłonięty w 2008 roku. W XXI wieku w parku w pobliżu cerkwi w Parcani ustawiono ponadto krzyż pamięci mieszkańców wsi-ofiar represji politycznych w XX wieku. 

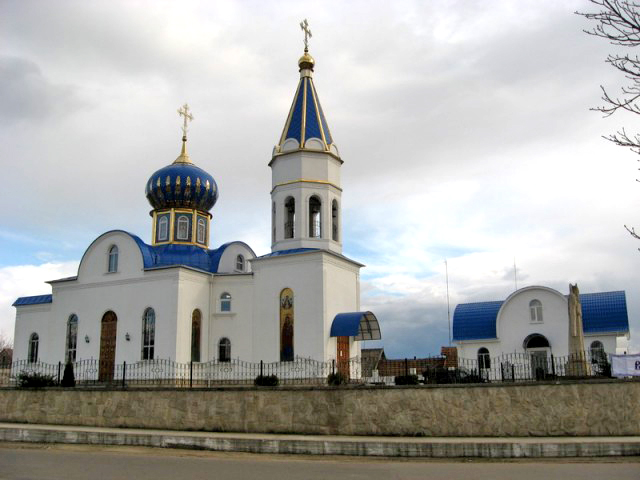
Cerkiew św. Michała Archanioła w Parcani

## Religia
Pierwotnie znajdująca się w Parcani cerkiew św. Michała Archanioła, jedna z większych świątyń prawosławnych w Besarabii, została zniszczona w 1960 roku. Zniszczono również cmentarz prawosławny we wsi, na terenie którego obecnie znajduje się park szkolny. Miejsce po nekropolii oznaczono kamieniem pamiątkowym, planowana jest budowa kaplicy.
Na miejscu zburzonej cerkwi po upadku ZSRR wzniesiono nową świątynię. Również nosi ona wezwanie św. Michała Archanioła i funkcjonuje w strukturze dekanatu słobodziejskiego eparchii tyraspolskiej i dubosarskiej Mołdawskiego Kościoła Prawosławnego. Przed cerkwią w 2009 ustawiono pomnik jej patrona.